# IC 5070
IC 5070 је емисиона маглина у сазвјежђу Лабуд која се налази на листи објеката дубоког неба у Индекс каталогу.
Деклинација објекта је + 44° 24' 6" а ректасцензија 20h 51m 0,0s. IC 5070 је још познат и под ознакама LBN 350, CED 183C, Pelican nebula.